# Zwartkaptangare
De zwartkaptangare (Stilpnia whitelyi, synoniem Stilpnia cyanoptera whitelyi of Tangara cyanoptera) is een zangvogel uit de familie Thraupidae (tangaren). 

## Verspreiding en leefgebied
Deze soort komt voor in zuidelijk Venezuela, Guyana en noordelijk Brazilië.

## Status
De grootte van de populatie is niet gekwantificeerd maar de soort wordt omschreven als algemeen. Op de Rode lijst van de IUCN heeft deze soort de status niet bedreigd.